# Hermilius pseudari
Hermilius pseudari is een eenoogkreeftjessoort uit de familie van de Caligidae. De wetenschappelijke naam van de soort is voor het eerst geldig gepubliceerd in 1987 door Hameed.